# 句構造文法
句構造文法（くこうぞうぶんぽう、phrase structure grammar、PSG）は、句構造規則で定義された文法を指す用語としてノーム・チョムスキーが考案したもので、エミール・ポストと Axel Thue が研究したかたちの書き換え規則の集まりである（ポスト正準系）。チョムスキー階層の文脈依存文法または文脈自由文法のみを指す用語として使うこともある。広義の句構造文法は「構成文法」(constituency grammar) とも呼ばれる。これは句構造文法が構成関係 (constituency relation) に着目したもので、依存関係 (dependency relation) に着目した依存文法と対比されるものだからである。

## 構成関係
言語学において句構造文法は構成関係に基づく文法全般を指し、依存関係に基づく依存文法と対比される。そのため句構造文法を構成文法とも呼ぶ。自然言語の構文解析についてのいくつかの相互に関連する理論が構成文法に属するとされ、その多くはチョムスキーの研究から生まれた。
- 統率束縛理論（英語版）
- 一般化句構造文法
- 主辞駆動句構造文法
- 語彙機能文法
- ミニマリスト・プログラム（英語版）
- Nanosyntax

チョムスキーの研究から派生したものではないが、構成的とされる枠組みや形式もある。
- 対弧文法（英語版）
- 範疇文法

これらに共通する基本的特性は、文の構造を構成関係の観点から見るという点である。構成関係は、ラテン語やギリシャ語の文法における主語と述語の区別に由来し、アリストテレスにまで遡る名辞論理を基盤としている。基本的な節（文節）構造は、それを主語（名詞句、NP）と述語（動詞句、VP）に二分することで理解される。
節を二分することで、1対1または1対多の対応が生じる。文を木構造で表すと、その文を構成する各要素には1つかそれ以上のノードが対応する形になる。例えば2語の文 "Luke laughed" は、3つ（かそれ以上）のノードを持つ木構造で表され、少なくとも名詞 "Luke"（主語NP）、動詞 "laughed"（述語VP）、文全体 "Luke laughed"（文S）というノードが存在する。上掲の構成文法では、必ず文の構造を木構造で表したとき1対1または1対多の対応となる。

## 依存関係
ゴットロープ・フレーゲのころ、これと対抗する文の論理の理解が生まれた。フレーゲは文を二分することをよしとせず、文の論理を述語とそれに関わる文法項群として理解するものとした。この場合、節を主語と述語に二分することはできない。それにより依存関係という考え方が生まれた（フレーゲ以前の文法にも依存関係的考え方は不明瞭ながら存在した）。依存関係は当初具体的な文で認められ、その後統語論と文法の包括的な理論の基盤へと発展し、ルシアン・テニエールの死後に出版された著作 Éléments de syntaxe structurale（『構造統語論要説』）にまとめられた。
依存関係は、文内の個々の要素（単語または形態）について1対1に対応し、木構造で統語的構造を表した場合も各要素には1つのノードだけが対応する。したがって、グラフ理論的に区別できる。依存関係では、文の統語的構造でのノード数は、その文に含まれる統語的単位（通常は単語）の数に正確に対応している。例えば、"Luke laughed" という2つの単語から成る文は2つの統語的ノードで表され、1つは "Luke" に、もう1つは "laughed" に対応している。主な依存文法として次のものがある。
- Algebraic Syntax
- Functional Generative Description (FGD)
- Lexicase
- Meaning-Text Theory (MTT)
- 演算子文法（英語版）
- 語文法

これらは依存関係に基づいているので、定義上からは句構造文法とは呼ばれない。

## その他の文法
他の文法として、構成文法と依存文法の分類を可能にするような形の統語要素のグループ化を避けているものもある。例えば、以下のような文法の枠組みは構成文法と依存文法のどちら側にも属さない。
- 構文文法（英語版）
- 認知文法